# A (yacht à voile)
Pour les articles homonymes, voir A.
Ne doit pas être confondu avec A (yacht à moteur).
Le A est un yacht de luxe mis à l'eau en 2015. Ce navire, désigné à tort comme un voilier, est avant tout un yacht à moteur assisté par des voiles. Conçu par Philippe Starck (intérieurs et extérieurs), il a été construit par le chantier naval de Nobiskrug à Kiel, en Allemagne. Il appartient à l'industriel milliardaire russe Andreï Melnitchenko. En 2021, « A » est le plus grand yacht à moteur à assistance vélique privé au monde.
Le 12 mars 2022, le navire a été saisi par les autorités italiennes dans le cadre des sanctions visant les oligarques russes à la suite de l'invasion de l'Ukraine.

## Fabrication et livraison
La propulsion de « A » consiste en un groupe motopropulseur hybride à vitesse variable doté de deux hélices à pas variable contrôlées par un arbre de ligne, et est assistée par un mode voilier à trois-mâts avec une plateforme de navigation à l'avant et à l'arrière. Les mâts rotatifs autoportés en fibre de carbone ont été fabriqués par Magma Structures à Trafalgar Wharf, Portsmouth (en). La société Doyle Sailmakers USA a fabriqué les trois voiles automatisées en fibre de carbone/taffetas. Les bômes à enrouleur ont été construites à Valence par Future Fibres.
Le gréement de ce yacht a été développé en partie pour être mis en œuvre sur des cargos et pour être utilisé à des fins commerciales. Le navire est doté d'une nacelle d'observation sous-marine dans la quille avec un verre de 30 cm d'épaisseur.
Le megayacht à moteur à voiles A a été livré par Nobiskrug le 3 février 2017 et a quitté Kiel le 5 février 2017. Il est sorti de la mer Baltique en mode léger avec des réservoirs de carburant presque vides afin de pouvoir passer le passage Drogden avec le tirant d'eau minimum. Il a subi les derniers essais en mer et les derniers aménagements au chantier naval Navantia à Carthagène, en Espagne.
Selon les médias, le yacht à moteur à voiles A aurait été remis au propriétaire le 4 mai 2017 à Monaco par l'équipe du projet dirigée par Dirk Kloosterman, qui avait terminé ses derniers essais en mer au chantier naval Navantia de Carthagène, ainsi que ses derniers tests et inspections à Gibraltar.

## Saisie
Le « A » a été saisi le 12 mars 2022 dans le port de Trieste dans le cadre des sanctions faisant suite à l'invasion de l'Ukraine par la Russie en 2022. Selon la police italienne, Andreï Melnitchenko possède le « A » par l'intermédiaire d'une société écran basée aux Bermudes.

## Galerie

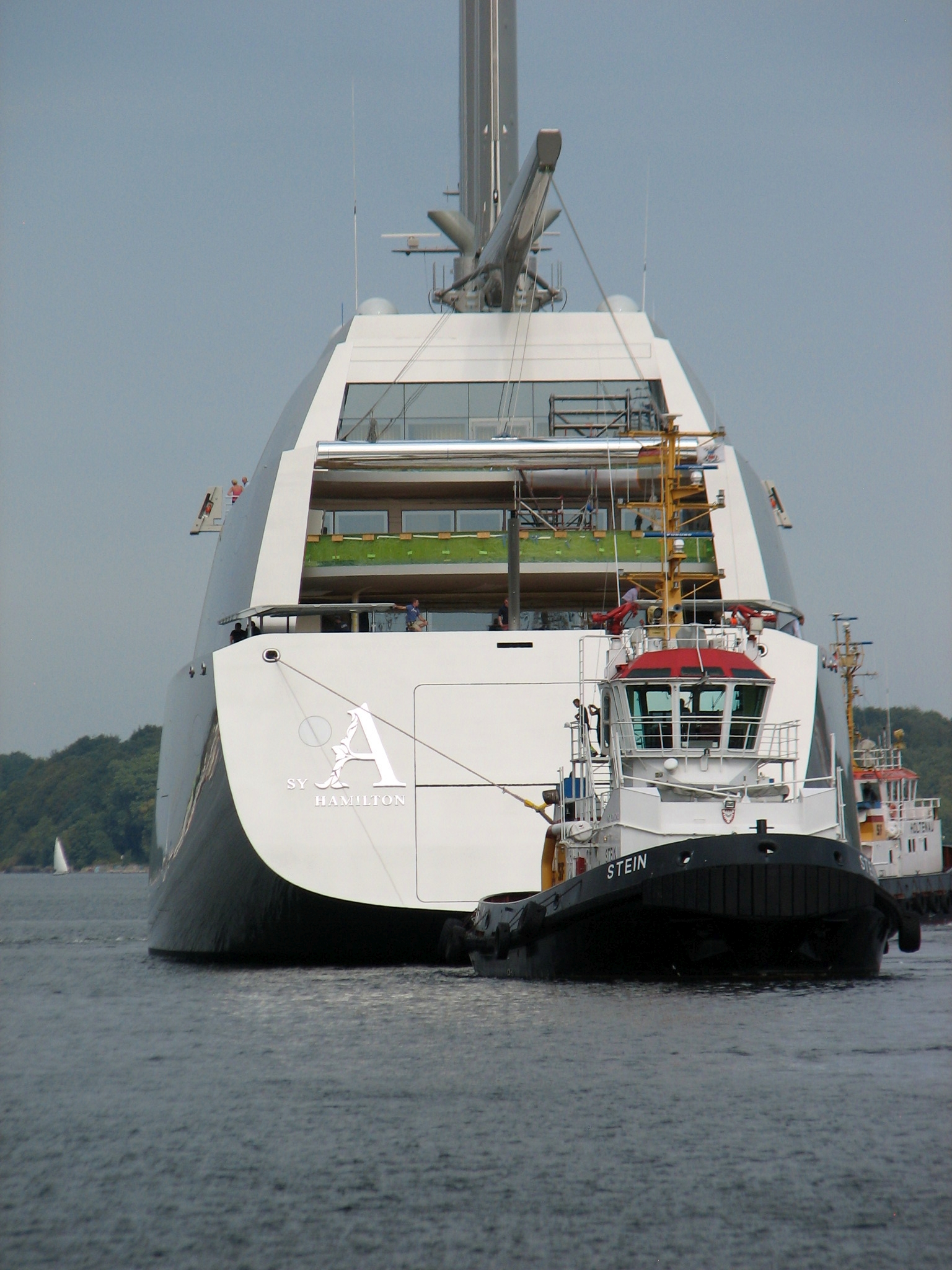
Poupe.
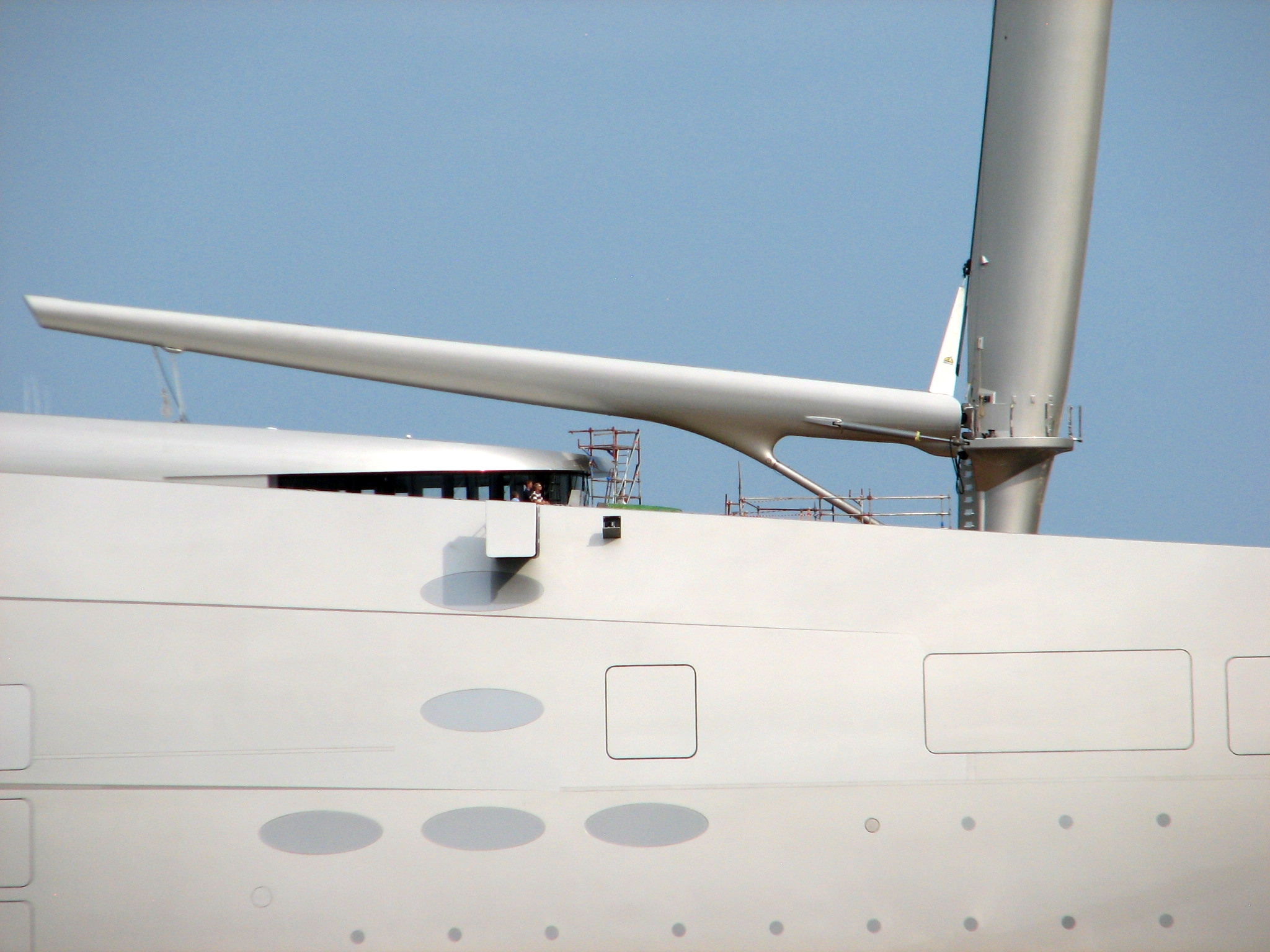
Bôme.
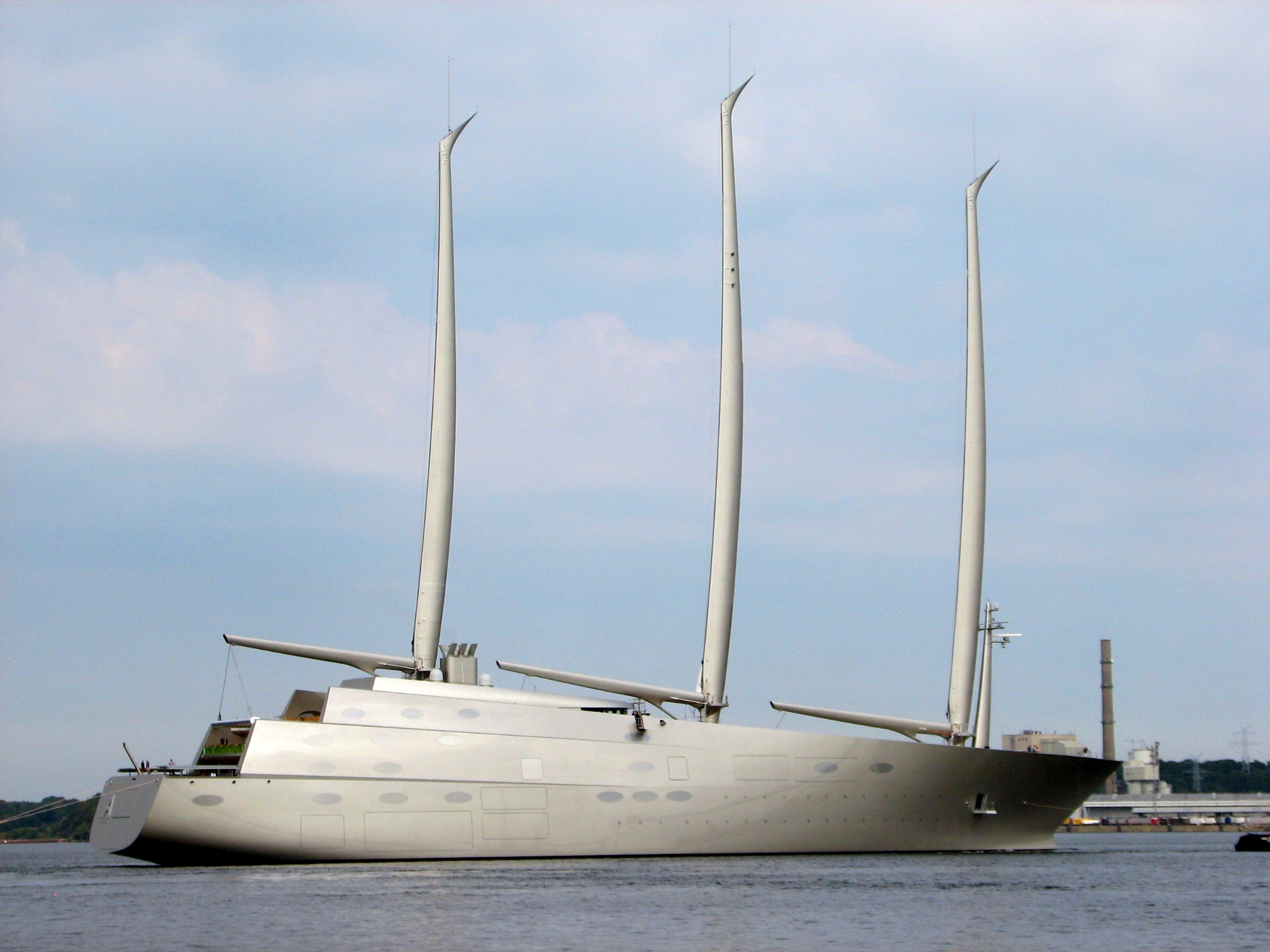
Le A en 2016.
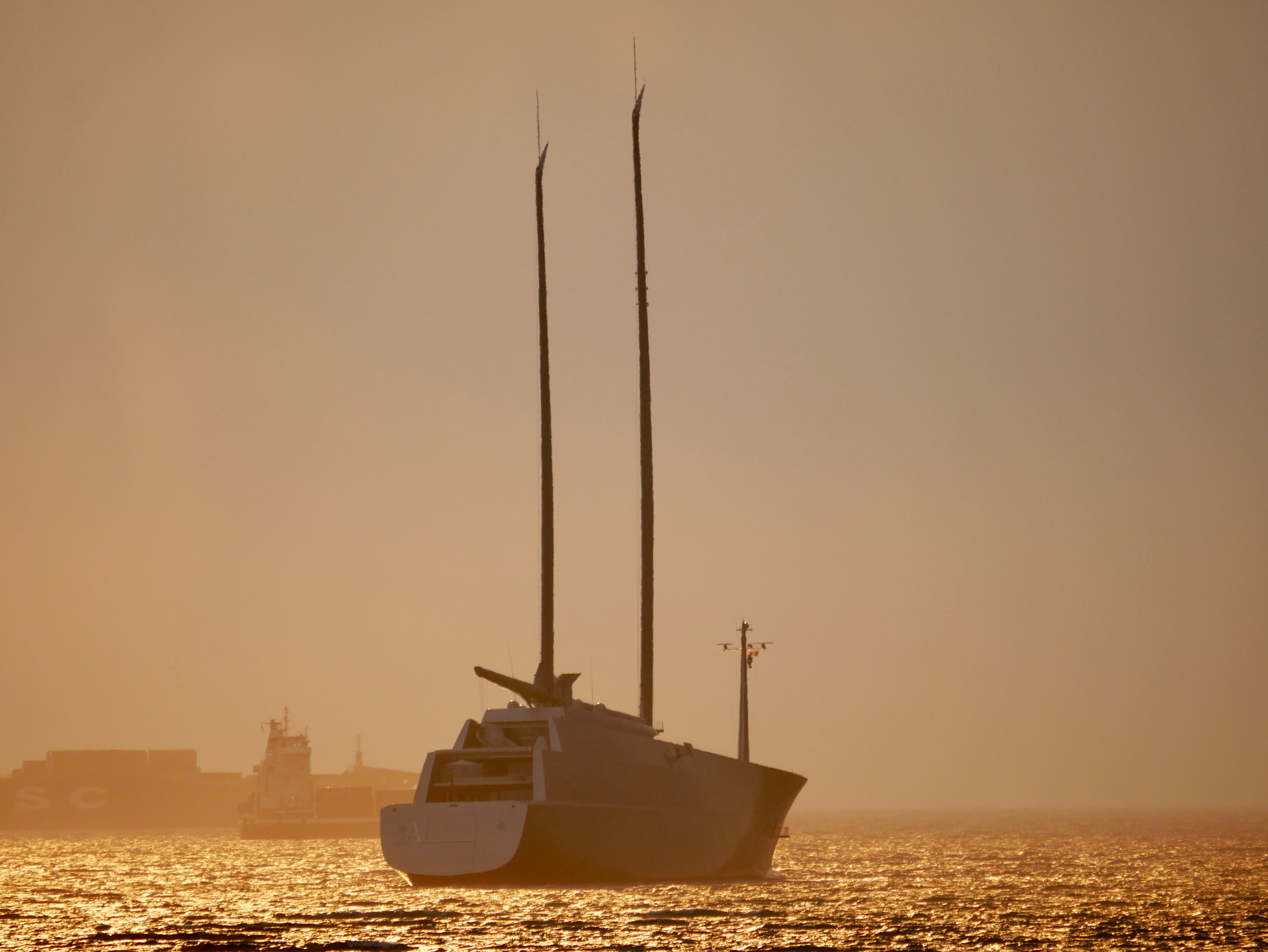
Le SY A saisi dans le port de Trieste.
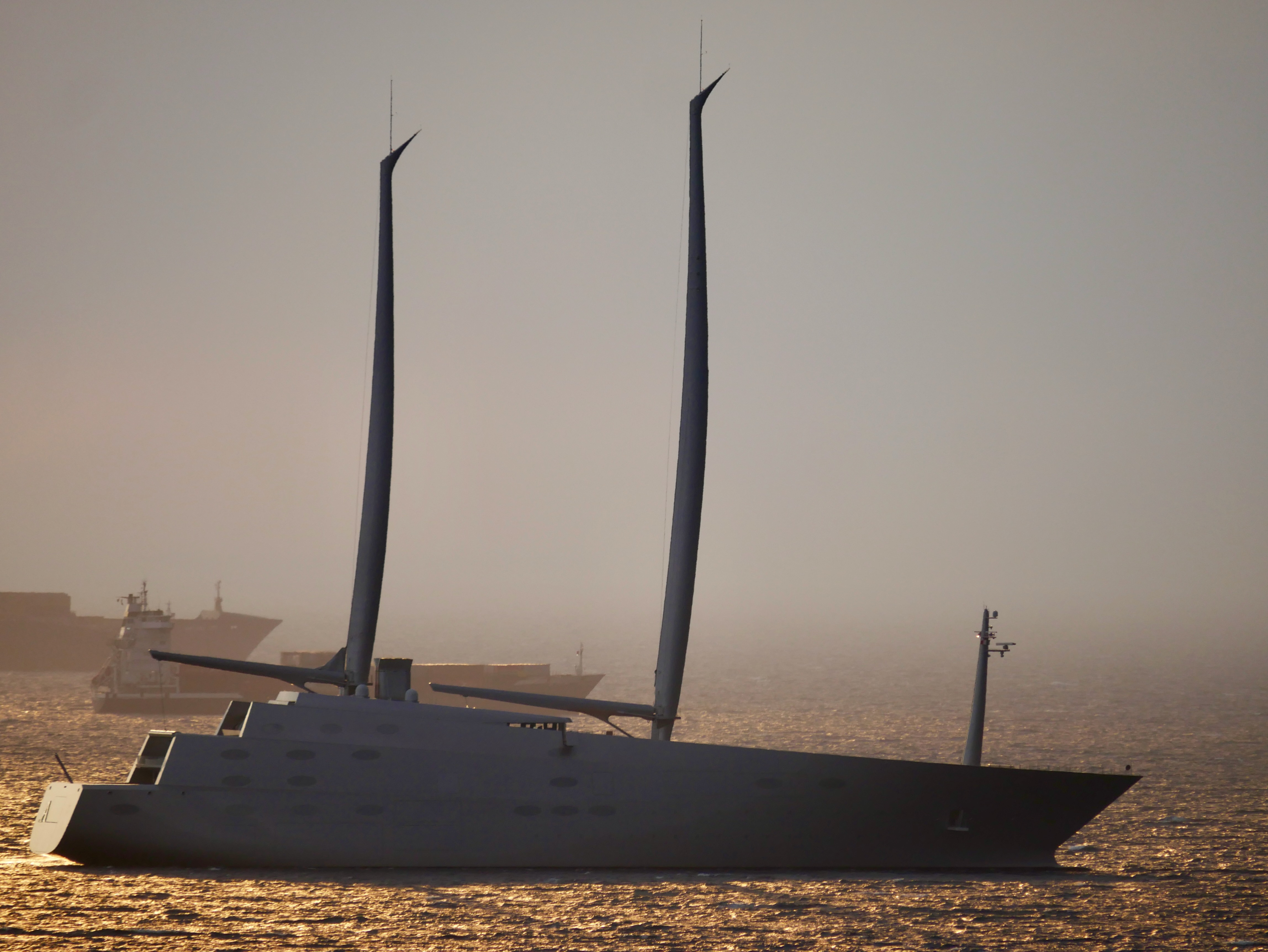
Le SY A saisi dans le port de Trieste.